# Другите (филм, 2001)
Вижте пояснителната страница за други значения на Другите.
„Другите“ (на английски: The Others) е филм от 2001 година на испанския режисьор Алехандро Аменабар с участието на Никол Кидман. Филмът печели осем награди „Гоя“, в това число и награда за най-добър филм и най-добър режисьор.
Филмът е заснет в Джърси, на един от Channel Islands по време на нацистката окупация по време на Втората световна война. Грейс, съпруга на войник на фронта, е загрижена за здравето на децата си, болни от рядка болест (алергия от светлина), което налага комплекс от правила в къщата за предпазването им. Пристигането на нова група слуги в къщата започва да слага край на тези правила и Грейс започва да се страхува, че те не са сами.
Подзаглавие: Sooner or later, they will find you. (Рано или късно, те ще те намерят)

## Актьорски състав
| Актьор             | Роля                                      |
| ------------------ | ----------------------------------------- |
| Никол Кидман       | Грейс Стюарт                              |
| Алакина Ман        | Ан Стюарт – дъщеря на Грейс               |
| Джеймс Бентли      | Никълъс Стюарт – син на Грейс             |
| Фионула Фланаган   | Берта Милс – детегледачка на Ан и Никълъс |
| Кристофър Екълстън | Чарлс Стюарт – съпруг на Грейс            |
| Ерик Сайкс         | Едмънд Татъл – градинар                   |
| Илейн Касиди       | Лидия – немата прислужница                |
| Рене Ашерсън       | старица-медиум                            |
| Александър Винс    | Виктор Марлиш                             |
| Кийт Алън          | г-н Марлиш                                |
| Мишел Феърли       | г-жа Марлиш                               |

## Печалби от Бокс офиса
За първия си уикенд в САЩ филмът печели $14 089 952, а общо $96 522 687. Извън САЩ печалбите са 113 424 350, като с това стават общо $209 947 037 в световен мащаб.